# Gustavo Capdeville
Gustavo Alexandre Cascão Capdeville, más conocido como Gustavo Capdeville, (Lisboa, 31 de agosto de 1997) es un jugador de balonmano portugués que juega de portero en el SL Benfica. Es internacional con la selección de balonmano de Portugal.
Su primer gran campeonato con la selección fue el Campeonato Europeo de Balonmano Masculino de 2020.

## Palmarés

### Benfica
- Copa de Portugal de balonmano (1): 2016
- Supercopa de Portugal de balonmano (1): 2016
- Liga Europea de la EHF (1): 2022

## Clubes
| Club                 | País     | Año         |
| -------------------- | -------- | ----------- |
| SL Benfica           | Portugal | 2013 - Act. |
| Madeira SAD (cedido) | Portugal | 2017 - 2019 |